# Jules Herbillon
Pour les articles homonymes, voir Herbillon.
Jules Herbillon, né Jules Hubert Marie Herbillon le 12 mai 1896 à Hognoul (Belgique) et mort le 19 novembre 1987 à Molenbeek-Saint-Jean (Belgique), est un linguiste, toponymiste et anthroponymiste belge, époux de la fille de l'écrivain Hubert Stiernet.

## Biographie

### Études, formation et carrière
Né à Hognoul, village agricole de la Hesbaye liégeoise, Jules Herbillon fit ses études secondaires à Tongres, où il commença à s'intéresser aux patois flamands limbourgeois. Après la Première Guerre mondiale, il entreprit de brillantes études de philologie classique à l'université de Liège, et obtint un doctorat en philosophie et lettres.
Herbillon commença sa carrière à Chimay, où il enseigna deux années (1921–1922) en tant que professeur à l'Athénée royal. Son statut de lauréat du Concours des bourses de voyage en 1922 lui permit d'obtenir un séjour d'étude et de recherche à Paris de 1923 à 1925. Il y fréquenta particulièrement la Section des sciences religieuses de l'École pratique des hautes études. Ce séjour fut sanctionné par un diplôme après la rédaction d'un mémoire relatif à l'histoire des religions de la Grèce et de Rome, et plus particulièrement aux cultes de Patras.
En dépit de ces débuts prometteurs dans le milieu universitaire, Jules Herbillon demeura pendant trente ans professeur à l'Athénée royal d'Ixelles, de 1925 à 1956. Cependant, dès 1930, le philologue classique qu'il était, encouragé par Jean Haust, consacra ses recherches à l'exploration de la toponymie, de l'anthroponymie et du folklore de son terroir hesbignon, puis de sa plus grande région d'oïl. Ces études s'étendront rapidement à la dialectologie et l'histoire de la langue, disciplines devenues alors méthodologiquement nécessaires aux précédentes. Ce sont ces multiples points d'intérêt qui sous-tendent l'ensemble de son œuvre.

## Publications
Les publications de Jules Herbillon atteignent près de 450 références; on ne citera donc ici que les plus marquantes. Pour un recensement quasi complet, voir la bibliographie établie par Jean Germain à la suite de la notice biographique d'Albert Henry ci-dessous.

### Livres
- Les cultes de Patras, avec une prosopographie patréenne, Johns Hopkins University Press (Studies in archaeology 5), Baltimore, 1929, XVI-183 p.
- Éléments espagnols en wallon et dans le français des anciens Pays-Bas, Mémoires de la Commission royale de Toponymie et de Dialectologie 10, Michiels, Liège, 1961, 135 p.
- Les noms des communes de Wallonie, Crédit communal, coll. Histoire, série in-8°, n° 70, Bruxelles, 1986, VIII-181 p.
- Dictionnaire des noms de famille en Belgique romane et dans les régions limitrophes... (posthume, avec Jean Germain et la collaboration de Jean-Marie Pierret et Frans Debrabandere), Crédit communal, Bruxelles, 1996, 2 vol., 1196 p. — Nouvelle édition : Dictionnaire des noms de famille en Wallonie et à Bruxelles, Racine, Bruxelles, 2007, 1064 p.  (ISBN 978-2-87386-506-1).

### Articles
- « Artémis homérique », Luttre, A. Balsacq, 1927, 59 p.